# Macoma carlottensis
Macoma carlottensis är en musselart som beskrevs av Whiteaves 1880. Macoma carlottensis ingår i släktet Macoma och familjen Tellinidae. Inga underarter finns listade i Catalogue of Life.